# Адуев, Николай Альфредович
Никола́й Альфре́дович Аду́ев (настоящая фамилия — Рабино́вич; 3 [15] сентября 1895, Санкт-Петербург — 11 апреля 1950, Москва) — русский советский поэт, драматург, либреттист.

## Биография

Заседание Литературного центра конструктивистов 1929 года. Слева направо: А. П. Квятковский, В. Ф. Асмус, Э. Г. Багрицкий, К. Л. Зелинский, Н. А. Адуев, И. Л. Сельвинский, Б. Н. Агапов, В. А. Луговской, В. М. Инбер, Г. О. Гаузнер, Е. И. Габрилович

Окончил Тенишевское училище. В 1914 году написал гимн российских скаутов «Будь готов!» (музыка В. А. Попова). C 1918 года систематически занимался литературной деятельностью, вместе с А. М. Арго написал несколько пьес.
Либреттист «Синей блузы», автор множества литературных эпиграмм и иных произведений. Входил в объединение конструктивистов.
С 1941 года — член ВКП(б).
Возглавлял секцию сатиры в Союзе писателей, был заместителем главного редактора журнала «Крокодил».
Похоронен на Ваганьковском кладбище (37 уч.).

## Семья
С 1924 года был женат на театральной художнице Софье Вишневецкой.
Вторая жена (с 1939 года) — Вера Кельман (1905, Киев — 1992, Москва), выпускница Киевской консерватории по классу фортепиано (1927), работала концертмейстером в Московской филармонии; первым браком была замужем за композитором Л. А. Энтелисом. Её брат — правовед Евгений Кельман (1891—1945), профессор кафедры гражданского и международного права Института народного хозяйства.
Внучатая племянница — детский писатель и журналист Кира Сапгир, жена поэта Генриха Сапгира.

## Творчество

### Либреттомузыкальных комедий
- «Акулина» И. Н. Ковнера (1948, Свердловский театр музыкальной комедии)
- «Женихи» И. О. Дунаевского (1926, Московский театр оперетты)
- «Табачный капитан» В. В. Щербачёва (1944, Свердловский театр музыкальной комедии) — экранизирована в 1972 году

### Новые тексты к классическим опереттам
Совместно с поэтом и драматургом А. М. Арго
- «Жирофле-Жирофля» Лекока (1922, Московский камерный театр)
- «Прекрасная Елена» Оффенбаха (1924, Большой театр)
- «Орфей в аду» Оффенбаха (1925, Московский театр музыкальной комедии)

### Сценарии к мультфильмам
- 1937 — Шумное плавание
- 1939 — Дядя Стёпа (совместно с С. В. Михалковым)